# Luis Hernández
Luis Arturo Hernández Carreón (Poza Rica, 22 dicembre 1968) è un ex calciatore messicano di ruolo attaccante.
Conosciuto per i suoi lunghi capelli biondi e per il numero 15 di maglia, era soprannominato El Matador.

## Carriera

### Club
In Messico Hernández ha militato nel Querétaro FC, nel Cruz Azul, nel CF Monterrey, Necaxa, nel Club América, nel Tigres UANL, nel CD Veracruz e nel Jaguares de Chiapas. Ha vinto il titolo di miglior giocatore del Messico nel 1997 e 1998. Ha militato anche nella squadra argentina del Boca Juniors dopo la Copa América 1997, ma non è riuscito ad essere tra i titolari.
Tornato in Messico, ha vestito le maglie del Necaxa prima e nuovamente del Tigres UANL poi. Con la prima ha messo a segno 9 gol in 12 partite, mentre con i Tigres il suo bottino è stato di 38 gol in 64 partite. Inoltre è l'unico giocatore ad aver segnato nel derby con entrambe le squadre di Monterrey.
Dopo un paio di stagioni senza qualificazioni ai play-off, Hernández ha provato l'avventura americana e nel 2000 ha firmato con una squadra della Major League Soccer, i Los Angeles Galaxy, che lo hanno pagato 4.000.000 di dollari. Atteso come un giocatore di categoria superiore destinato a segnare molte reti, Hernández ha realizzato 17 gol in 40 presenze. Nel 2002 è tornato in patria per vestire le maglie di Club América, CD Veracruz e Jaguares de Chiapas, prima di dare l'addio al calcio giocato nel 2004.

### Nazionale
Si fece notare nella Copa América 1997, dove con sei gol diventò capocannoniere del torneo. Al campionato del mondo 1998 segnò 4 reti, diventando così il primo giocatore messicano a segnare più di 2 reti in un mondiale. I 35 gol (in 85 presenze) lo rendono il quarto miglior realizzatore della storia della sua nazionale, a pari merito con Carlos Hermosillo e superato solo da Jared Borgetti, Cuauhtémoc Blanco e l'omonimo Javier Hernández. Hernández ha giocato anche nel campionato del mondo 2002, senza però segnare.

## Statistiche

### Cronologia presenze e reti in nazionale
| Cronologia completa delle presenze e delle reti in nazionale ― Messico | Cronologia completa delle presenze e delle reti in nazionale ― Messico | Cronologia completa delle presenze e delle reti in nazionale ― Messico | Cronologia completa delle presenze e delle reti in nazionale ― Messico | Cronologia completa delle presenze e delle reti in nazionale ― Messico | Cronologia completa delle presenze e delle reti in nazionale ― Messico | Cronologia completa delle presenze e delle reti in nazionale ― Messico | Cronologia completa delle presenze e delle reti in nazionale ― Messico |
| Data                                                                   | Città                                                                  | In casa                                                                | Risultato                                                              | Ospiti                                                                 | Competizione                                                           | Reti                                                                   | Note                                                                   |
| ---------------------------------------------------------------------- | ---------------------------------------------------------------------- | ---------------------------------------------------------------------- | ---------------------------------------------------------------------- | ---------------------------------------------------------------------- | ---------------------------------------------------------------------- | ---------------------------------------------------------------------- | ---------------------------------------------------------------------- |
| 1-2-1995                                                               | San Diego                                                              | Messico                                                                | 1 – 0                                                                  | Uruguay                                                                | Amichevole                                                             | -                                                                      |                                                                        |
| 11-10-1995                                                             | Los Angeles                                                            | Arabia Saudita                                                         | 1 – 2                                                                  | Messico                                                                | Amichevole                                                             | -                                                                      |                                                                        |
| 16-11-1995                                                             | Monterrey                                                              | Messico                                                                | 1 – 4                                                                  | Jugoslavia                                                             | Amichevole                                                             | 1                                                                      |                                                                        |
| 30-11-1995                                                             | Los Angeles                                                            | Colombia                                                               | 2 – 2                                                                  | Messico                                                                | Amichevole                                                             | -                                                                      |                                                                        |
| 6-12-1995                                                              | Hermosillo                                                             | Messico                                                                | 1 – 2                                                                  | Slovenia                                                               | Amichevole                                                             | 1                                                                      |                                                                        |
| 11-1-1996                                                              | San Diego                                                              | Messico                                                                | 5 – 0                                                                  | Saint Vincent e Grenadine                                              | Gold Cup 1996 - 1º turno                                               | -                                                                      |                                                                        |
| 21-1-1996                                                              | Los Angeles                                                            | Brasile                                                                | 2 – 0                                                                  | Messico                                                                | Gold Cup 1996 - Finale                                                 | -                                                                      |                                                                        |
| 7-2-1996                                                               | Viña del Mar                                                           | Cile                                                                   | 2 – 1                                                                  | Messico                                                                | Amichevole                                                             | -                                                                      |                                                                        |
| 18-5-1996                                                              | Chicago                                                                | Messico                                                                | 5 – 2                                                                  | Slovacchia                                                             | Amichevole                                                             | -                                                                      |                                                                        |
| 23-5-1996                                                              | Shimizu                                                                | Jugoslavia                                                             | 0 – 0                                                                  | Messico                                                                | Amichevole                                                             | -                                                                      |                                                                        |
| 29-5-1996                                                              | Mori                                                                   | Giappone                                                               | 3 – 2                                                                  | Messico                                                                | Amichevole                                                             | -                                                                      |                                                                        |
| 17-1-1997                                                              | San Diego                                                              | Messico                                                                | 3 – 1                                                                  | Danimarca                                                              | Amichevole                                                             | 1                                                                      |                                                                        |
| 19-1-1997                                                              | Pasadena                                                               | Stati Uniti                                                            | 0 – 2                                                                  | Messico                                                                | Amichevole                                                             | -                                                                      |                                                                        |
| 22-1-1997                                                              | Pasadena                                                               | Messico                                                                | 0 – 0                                                                  | Perù                                                                   | Amichevole                                                             | -                                                                      |                                                                        |
| 19-2-1997                                                              | Fresno                                                                 | Messico                                                                | 1 – 1                                                                  | Guatemala                                                              | Amichevole                                                             | -                                                                      |                                                                        |
| 2-3-1997                                                               | Città del Messico                                                      | Messico                                                                | 4 – 0                                                                  | Canada                                                                 | Qual. Mondiali 1998                                                    | -                                                                      |                                                                        |
| 16-3-1997                                                              | San Jose                                                               | Costa Rica                                                             | 0 – 0                                                                  | Messico                                                                | Qual. Mondiali 1998                                                    | -                                                                      |                                                                        |
| 29-3-1997                                                              | Londra                                                                 | Inghilterra                                                            | 2 – 0                                                                  | Messico                                                                | Amichevole                                                             | -                                                                      |                                                                        |
| 13-4-1997                                                              | Città del Messico                                                      | Messico                                                                | 6 – 0                                                                  | Giamaica                                                               | Qual. Mondiali 1998                                                    | 1                                                                      |                                                                        |
| 20-4-1997                                                              | Foxboro                                                                | Stati Uniti                                                            | 2 – 2                                                                  | Messico                                                                | Qual. Mondiali 1998                                                    | 1                                                                      |                                                                        |
| 30-4-1997                                                              | Miami                                                                  | Brasile                                                                | 4 – 0                                                                  | Messico                                                                | Amichevole                                                             | -                                                                      |                                                                        |
| 13-6-1997                                                              | Santa Cruz                                                             | Messico                                                                | 2 – 1                                                                  | Colombia                                                               | Coppa America 1997 - 1º turno                                          | 2                                                                      |                                                                        |
| 16-6-1997                                                              | Santa Cruz                                                             | Brasile                                                                | 3 – 2                                                                  | Messico                                                                | Coppa America 1997 - 1º turno                                          | 2                                                                      |                                                                        |
| 19-6-1997                                                              | Santa Cruz                                                             | Messico                                                                | 1 – 1                                                                  | Costa Rica                                                             | Coppa America 1997 - 1º turno                                          | 1                                                                      |                                                                        |
| 22-6-1997                                                              | Cochabamba                                                             | Messico                                                                | 1 – 1 dts (5 – 4 dtr)                                                  | Colombia                                                               | Coppa America 1997 - Quarti di finale                                  | -                                                                      |                                                                        |
| 25-6-1997                                                              | La Paz                                                                 | Bolivia                                                                | 3 – 1                                                                  | Messico                                                                | Coppa America 1997 - Semifinale                                        | -                                                                      |                                                                        |
| 28-6-1997                                                              | Oruro                                                                  | Messico                                                                | 1 – 0                                                                  | Perù                                                                   | Coppa America 1997 - Finale 3º posto                                   | 1                                                                      |                                                                        |
| 5-10-1997                                                              | Città del Messico                                                      | Messico                                                                | 5 – 0                                                                  | El Salvador                                                            | Qual. Mondiali 1998                                                    | -                                                                      |                                                                        |
| 2-11-1997                                                              | Città del Messico                                                      | Messico                                                                | 0 – 0                                                                  | Stati Uniti                                                            | Qual. Mondiali 1998                                                    | -                                                                      |                                                                        |
| 12-12-1997                                                             | Riyadh                                                                 | Messico                                                                | 1 – 3                                                                  | Australia                                                              | Conf. Cup 1997 - 1º turno                                              | 1                                                                      |                                                                        |
| 14-12-1997                                                             | Riyadh                                                                 | Arabia Saudita                                                         | 0 – 5                                                                  | Messico                                                                | Conf. Cup 1997 - 1º turno                                              | -                                                                      |                                                                        |
| 16-12-1997                                                             | Riyadh                                                                 | Brasile                                                                | 3 – 2                                                                  | Messico                                                                | Conf. Cup 1997 - 1º turno                                              | -                                                                      |                                                                        |
| 4-2-1998                                                               | Oakland                                                                | Messico                                                                | 4 – 2                                                                  | Trinidad e Tobago                                                      | Gold Cup 1998 - 1º turno                                               | 2                                                                      |                                                                        |
| 7-2-1998                                                               | Oakland                                                                | Honduras                                                               | 0 – 2                                                                  | Messico                                                                | Gold Cup 1998 - 1º turno                                               | -                                                                      |                                                                        |
| 12-2-1998                                                              | Los Angeles                                                            | Messico                                                                | 1 – 0 gg                                                               | Giamaica                                                               | Gold Cup 1998 - Semifinale                                             | 1                                                                      |                                                                        |
| 15-2-1998                                                              | Los Angeles                                                            | Stati Uniti                                                            | 0 – 1                                                                  | Messico                                                                | Gold Cup 1998 - Finale                                                 | 1                                                                      |                                                                        |
| 18-3-1998                                                              | Città del Messico                                                      | Messico                                                                | 1 – 1                                                                  | Paraguay                                                               | Amichevole                                                             | -                                                                      |                                                                        |
| 15-4-1998                                                              | Los Angeles                                                            | Messico                                                                | 1 – 0                                                                  | Perù                                                                   | Amichevole                                                             | 1                                                                      |                                                                        |
| 9-5-1998                                                               | Montecatini Terme                                                      | Messico                                                                | 6 – 0                                                                  | Estonia                                                                | Amichevole                                                             | 3                                                                      |                                                                        |
| 23-5-1998                                                              | Dublino                                                                | Irlanda                                                                | 0 – 0                                                                  | Messico                                                                | Amichevole                                                             | -                                                                      |                                                                        |
| 31-5-1998                                                              | Losanna                                                                | Giappone                                                               | 1 – 2                                                                  | Messico                                                                | Amichevole                                                             | -                                                                      |                                                                        |
| 3-6-1998                                                               | Città del Messico                                                      | Messico                                                                | 0 – 0                                                                  | Arabia Saudita                                                         | Amichevole                                                             | -                                                                      |                                                                        |
| 13-6-1998                                                              | Lione                                                                  | Corea del Sud                                                          | 1 – 3                                                                  | Messico                                                                | Mondiali 1998 - 1º turno                                               | 2                                                                      |                                                                        |
| 20-6-1998                                                              | Bordeaux                                                               | Belgio                                                                 | 2 – 2                                                                  | Messico                                                                | Mondiali 1998 - 1º turno                                               | -                                                                      |                                                                        |
| 25-6-1998                                                              | Saint-Étienne                                                          | Paesi Bassi                                                            | 2 – 2                                                                  | Messico                                                                | Mondiali 1998 - 1º turno                                               | 1                                                                      |                                                                        |
| 29-6-1998                                                              | Montpellier                                                            | Germania                                                               | 2 – 1                                                                  | Messico                                                                | Mondiali 1998 - Ottavi di finale                                       | 1                                                                      |                                                                        |
| 17-11-1998                                                             | Los Angeles                                                            | Messico                                                                | 2 – 0                                                                  | El Salvador                                                            | Amichevole                                                             | 1                                                                      |                                                                        |
| 18-11-1998                                                             | Los Angeles                                                            | Guatemala                                                              | 2 – 2 (5 – 3 dtr)                                                      | Messico                                                                | Amichevole                                                             | 1                                                                      |                                                                        |
| 10-2-1999                                                              | Los Angeles                                                            | Argentina                                                              | 1 – 0                                                                  | Messico                                                                | Amichevole                                                             | -                                                                      |                                                                        |
| 19-2-1999                                                              | Hong Kong                                                              | Messico                                                                | 3 – 0                                                                  | Egitto                                                                 | Amichevole                                                             | 1                                                                      |                                                                        |
| 11-3-1999                                                              | La Paz                                                                 | Bolivia                                                                | 1 – 2                                                                  | Messico                                                                | Amichevole                                                             | -                                                                      |                                                                        |
| 13-3-1999                                                              | San Diego                                                              | Stati Uniti                                                            | 1 – 2                                                                  | Messico                                                                | Amichevole                                                             | -                                                                      |                                                                        |
| 14-4-1999                                                              | Monterrey                                                              | Messico                                                                | 0 – 0                                                                  | Ecuador                                                                | Amichevole                                                             | -                                                                      |                                                                        |
| 28-4-1999                                                              | Asunción                                                               | Paraguay                                                               | 2 – 1                                                                  | Messico                                                                | Amichevole                                                             | -                                                                      |                                                                        |
| 9-6-1999                                                               | Chicago                                                                | Messico                                                                | 2 – 2                                                                  | Argentina                                                              | Amichevole                                                             | 1                                                                      |                                                                        |
| 12-6-1999                                                              | Seul                                                                   | Corea del Sud                                                          | 1 – 1                                                                  | Messico                                                                | Amichevole                                                             | -                                                                      |                                                                        |
| 16-6-1999                                                              | Seul                                                                   | Croazia                                                                | 2 – 1                                                                  | Messico                                                                | Amichevole                                                             | 1                                                                      |                                                                        |
| 30-6-1999                                                              | Ciudad del Este                                                        | Cile                                                                   | 0 – 1                                                                  | Messico                                                                | Coppa America 1999 - 1º turno                                          | 1                                                                      |                                                                        |
| 3-7-1999                                                               | Ciudad del Este                                                        | Brasile                                                                | 2 – 1                                                                  | Messico                                                                | Coppa America 1999 - 1º turno                                          | -                                                                      |                                                                        |
| 6-7-1999                                                               | Ciudad del Este                                                        | Messico                                                                | 3 – 1                                                                  | Venezuela                                                              | Coppa America 1999 - 1º turno                                          | -                                                                      |                                                                        |
| 10-7-1999                                                              | Asunción                                                               | Messico                                                                | 3 – 3 dts (4 – 2 dtr)                                                  | Perù                                                                   | Coppa America 1999 - Quarti di finale                                  | 2                                                                      |                                                                        |
| 14-7-1999                                                              | Ciudad del Este                                                        | Brasile                                                                | 2 – 0                                                                  | Messico                                                                | Coppa America 1999 - Semifinale                                        | -                                                                      |                                                                        |
| 29-7-1999                                                              | Città del Messico                                                      | Messico                                                                | 1 – 0                                                                  | Bolivia                                                                | Conf. Cup 1999 - 1º turno                                              | -                                                                      |                                                                        |
| 13-10-1999                                                             | Chicago                                                                | Messico                                                                | 0 – 1                                                                  | Paraguay                                                               | Amichevole                                                             | -                                                                      |                                                                        |
| 20-10-1999                                                             | San Diego                                                              | Colombia                                                               | 0 – 0                                                                  | Messico                                                                | Amichevole                                                             | -                                                                      |                                                                        |
| 27-10-1999                                                             | Houston                                                                | Ecuador                                                                | 0 – 0                                                                  | Messico                                                                | Amichevole                                                             | -                                                                      |                                                                        |
| 9-1-2000                                                               | Oakland                                                                | Messico                                                                | 2 – 1                                                                  | Iran                                                                   | Amichevole                                                             | 1                                                                      |                                                                        |
| 13-2-2000                                                              | San Diego                                                              | Messico                                                                | 4 – 0                                                                  | Honduras                                                               | Amichevole                                                             | 1                                                                      |                                                                        |
| 7-6-2000                                                               | Dallas                                                                 | Sudafrica                                                              | 2 – 4                                                                  | Messico                                                                | Amichevole                                                             | -                                                                      |                                                                        |
| 16-7-2000                                                              | Panama                                                                 | Panama                                                                 | 0 – 1                                                                  | Messico                                                                | Qual. Mondiali 2002                                                    | -                                                                      |                                                                        |
| 23-7-2000                                                              | Port of Spain                                                          | Trinidad e Tobago                                                      | 1 – 0                                                                  | Messico                                                                | Qual. Mondiali 2002                                                    | -                                                                      |                                                                        |
| 15-8-2000                                                              | Città del Messico                                                      | Messico                                                                | 2 – 0                                                                  | Canada                                                                 | Qual. Mondiali 2002                                                    | -                                                                      |                                                                        |
| 3-9-2000                                                               | Città del Messico                                                      | Messico                                                                | 7 – 1                                                                  | Costa Rica                                                             | Qual. Mondiali 2002                                                    | -                                                                      |                                                                        |
| 15-11-2000                                                             | Toronto                                                                | Canada                                                                 | 0 – 0                                                                  | Messico                                                                | Qual. Mondiali 2002                                                    | -                                                                      |                                                                        |
| 20-12-2000                                                             | Los Angeles                                                            | Argentina                                                              | 2 – 0                                                                  | Messico                                                                | Amichevole                                                             | -                                                                      |                                                                        |
| 31-1-2001                                                              | Los Angeles                                                            | Messico                                                                | 2 – 3                                                                  | Colombia                                                               | Amichevole                                                             | 1                                                                      |                                                                        |
| 28-2-2001                                                              | Columbus                                                               | Stati Uniti                                                            | 2 – 0                                                                  | Messico                                                                | Qual. Mondiali 2002                                                    | -                                                                      |                                                                        |
| 16-6-2001                                                              | Città del Messico                                                      | Messico                                                                | 1 – 2                                                                  | Costa Rica                                                             | Qual. Mondiali 2002                                                    | -                                                                      |                                                                        |
| 20-6-2001                                                              | San Pedro Sula                                                         | Honduras                                                               | 3 – 1                                                                  | Messico                                                                | Qual. Mondiali 2002                                                    | -                                                                      |                                                                        |
| 17-4-2002                                                              | Sofia                                                                  | Bulgaria                                                               | 0 – 1                                                                  | Messico                                                                | Amichevole                                                             | -                                                                      |                                                                        |
| 12-5-2002                                                              | Città del Messico                                                      | Messico                                                                | 2 – 1                                                                  | Colombia                                                               | Amichevole                                                             | -                                                                      |                                                                        |
| 16-5-2002                                                              | San Francisco                                                          | Bolivia                                                                | 0 – 1                                                                  | Messico                                                                | Amichevole                                                             | -                                                                      |                                                                        |
| 3-6-2002                                                               | Niigata                                                                | Croazia                                                                | 0 – 1                                                                  | Messico                                                                | Mondiali 2002 - 1º turno                                               | -                                                                      |                                                                        |
| 9-6-2002                                                               | Rifu                                                                   | Messico                                                                | 2 – 1                                                                  | Ecuador                                                                | Mondiali 2002 - 1º turno                                               | -                                                                      |                                                                        |
| 17-6-2002                                                              | Jeonju                                                                 | Messico                                                                | 0 – 2                                                                  | Stati Uniti                                                            | Mondiali 2002 - Ottavi di finale                                       | -                                                                      |                                                                        |
| Totale                                                                 |                                                                        | Presenze                                                               | 85                                                                     |                                                                        | Reti                                                                   | 35                                                                     |                                                                        |

## Palmarès

### Club

#### Competizioni nazionali
- Campionato messicano: 3

Necaxa: 1994-1995, 1995-1996, Invierno 1998
- Coppa del Messico: 1

Necaxa: 1994-1995
- Supercoppa del Messico: 1

Necaxa: 1995
- US Open Cup: 1

L.A. Galaxy: 2001

#### Competizioni internazionali
- Coppa delle Coppe CONCACAF: 1

Monterrey: 1993
- CONCACAF Champions' Cup: 1

L.A. Galaxy: 2000

### Nazionale
- Gold Cup: 2

1996, 1998
- Confederations Cup: 1

1999

### Individuale
- Capocannoniere della Copa América: 1

1997 (6 gol)
- Capocannoniere della CONCACAF Gold Cup: 1

1998 (4 gol)
- Equipo Ideal de América: 1

1998